# Seznam dílů seriálu LoliRock
Toto je seznam dílů seriálu LoliRock. Francouzský televizní seriál LoliRock byl premiérově vysílán od 18. října 2014 do 2. března 2017 na stanicích France 3 a později France 4.

## Přehled řad
| Řada | Díly | Premiéra ve Francii | Premiéra ve Francii | Premiéra v ČR   | Premiéra v ČR   |
| Řada | Díly | První díl           | Poslední díl        | První díl       | Poslední díl    |
| ---- | ---- | ------------------- | ------------------- | --------------- | --------------- |
| 1    | 26   | 18. října 2014      | 29. dubna 2016      | 11. května 2015 | 26. února 2016  |
| 2    | 26   | 13. února 2017      | 2. března 2017      | nebylo vysíláno | nebylo vysíláno |
| 3    | 28   | 2025                | bude oznámeno       | bude oznámeno   | bude oznámeno   |

## Seznam dílů

### První řada (2014–2016)
| Č. v seriálu | Č. v řadě | Původní název                                 | Český název              | Režie                | Scénář              | Premiéra ve Francii | Premiéra v ČR      |
| ------------ | --------- | --------------------------------------------- | ------------------------ | -------------------- | ------------------- | ------------------- | ------------------ |
| 1            | 1         | To Find a Princess L'audition                 | Najít Princeznu          | Jean-Louis Vandestoc | Madellaine Paxson   | 18. října 2014      | 11. května 2015    |
| 2            | 2         | Flower Power Le Mystère Des Fleurs            | Květinové hnutí          | Jean-Louis Vandestoc | Madellaine Paxson   | 1. listopadu 2014   | 12. května 2015    |
| 3            | 3         | Be Mine Coup De Foudre                        | Buď mou                  | Jean-Louis Vandestoc | Madellaine Paxson   | 15. listopadu 2014  | 13. května 2015    |
| 4            | 4         | The Birthday La Prémonition                   | Narozeniny               | Jean-Louis Vandestoc | Madellaine Paxson   | 10. ledna 2015      | 14. května 2015    |
| 5            | 5         | Sing for Me Une Voix Magique                  | Zaspívej mi              | Jean-Louis Vandestoc | Eddie Guzelian      | 31. ledna 2015      | 15. května 2015    |
| 6            | 6         | Xeris                                         | Xeris                    | Jean-Louis Vandestoc | Madellaine Paxson   | 29. listopadu 2014  | 16. května 2015    |
| 7            | 7         | Sirens Le Trésor De L'épave                   | Velrybí večírek          | Jean-Louis Vandestoc | Laura McCreary      | 22. listopadu 2014  | 18. května 2015    |
| 8            | 8         | Talia and Kyle Sitting in a Tree Amour Double | Velká láska letí světem  | Jean-Louis Vandestoc | Rhonda Smiley       | 8. listopadu 2014   | 19. května 2015    |
| 9            | 9         | A Promise is a Promise Promis Juré!           | Slib je slib             | Jean-Louis Vandestoc | Rhonda Smiley       | 25. října 2014      | 20. května 2015    |
| 10           | 10        | Lucky Star Une Vie De Star                    | Velká hvězda             | Jean-Louis Vandestoc | Shea Fontana        | 15. dubna 2016      | 30. listopadu 2015 |
| 11           | 11        | Step Right Up Sous Une Bonne Étoile           | Přistupte blíž           | Jean-Louis Vandestoc | Elise Allen         | 13. dubna 2016      | 1. prosince 2015   |
| 12           | 12        | No Thanks for the Memories Mémoire Trouble    | Paměť v tahu             | Jean-Louis Vandestoc | Anne-Marie Perrotta | 26. dubna 2016      | 21. května 2015    |
| 13           | 13        | Batty Peur Du Noir                            | Netopýři                 | Jean-Louis Vandestoc | Rhonda Smiley       | 6. prosince 2014    | 22. května 2015    |
| 14           | 14        | Castles in the Sand Les Pieds Dans Le Sable   | Hrátky v písku           | Jean-Louis Vandestoc | Eddie Guzelian      | 21. dubna 2016      | 2. prosince 2015   |
| 15           | 15        | Stitches Cousu De Fil Noir                    | Šitíčko                  | Jean-Louis Vandestoc | Catherine Lieuwen   | 14. dubna 2016      | 9. prosince 2015   |
| 16           | 16        | Camp Princess Une nuit à La belle Étoile      | Princezny tábornice      | Jean-Louis Vandestoc | Anne-Marie Perrotta | 13. listopadu 2014  | 25. května 2015    |
| 17           | 17        | Heavy Metal Guitare En Solo                   | Příšerná muzika          | Jean-Louis Vandestoc | Madellaine Paxson   | 3. ledna 2015       | 26. května 2015    |
| 18           | 18        | Legend of Lake Agnes La Légende Du Lac Yness  | Legenda jezera Agnes     | Jean-Louis Vandestoc | Rhonda Smiley       | 18. dubna 2016      | 10. prosince 2015  |
| 19           | 19        | Shanila Surprise Shanila                      | Překvapení jménem Šanila | Jean-Louis Vandestoc | Madellaine Paxson   | 17. ledna 2015      | 27. května 2015    |
| 20           | 20        | Raffle Battle Tombola Mania                   | Loterie                  | Jean-Louis Vandestoc | Rhonda Smiley       | 22. dubna 2016      | 3. prosince 2015   |
| 21           | 21        | Dance Craze Une Soirée Magique                | Šílený tanec             | Jean-Louis Vandestoc | Elise Allen         | 25. dubna 2016      | 7. prosince 2015   |
| 22           | 22        | The Haunting La Maison Des Ombres             | Strašidelný dům          | Jean-Louis Vandestoc | Rhonda Smiley       | 20. dubna 2016      | 8. prosince 2015   |
| 23           | 23        | Spellbound Grimoire à Vendre                  | Kouzelné pouto           | Jean-Louis Vandestoc | Mirith Colad        | 19. dubna 2016      | 11. prosince 2015  |
| 24           | 24        | Smart La Menace Mobile                        | Chytrý                   | Jean-Louis Vandestoc | Eddie Guzelian      | 27. dubna 2016      | 4. prosince 2015   |
| 25           | 25        | Home, Part 1 Ephedia (Premiere Partie)        | Domov 1. část            | Jean-Louis Vandestoc | Madellaine Paxson   | 28. dubna 2016      | 25. února 2016     |
| 26           | 26        | Home, Part 2 Ephedia (Deuxieme Partie)        | Domov 2. část            | Jean-Louis Vandestoc | Madellaine Paxson   | 29. dubna 2016      | 26. února 2016     |

### Druhá řada (2017)
| Č. v seriálu | Č. v řadě | Původní název                                             | Český název | Režie                | Scénář                              | Premiéra ve Francii | Premiéra v ČR   |
| ------------ | --------- | --------------------------------------------------------- | ----------- | -------------------- | ----------------------------------- | ------------------- | --------------- |
| 27           | 1         | Musical Magical Tour Une Tournée Magique!                 |             | Jean-Louis Vandestoc | Madellaine Paxson                   | 13. února 2017      | nebylo vysíláno |
| 28           | 2         | If You Can't Beat'em La Bonne Action!                     |             | Jean-Louis Vandestoc | Elise Allen                         | 13. února 2017      | nebylo vysíláno |
| 29           | 3         | Puppylove Mordu D'Amour                                   |             | Jean-Louis Vandestoc | Rhonda Smiley a James Hereth        | 14. února 2017      | nebylo vysíláno |
| 30           | 4         | Super Cute Kitten Un Chat Trop Chou?                      |             | Jean-Louis Vandestoc | Mirith Colao                        | 14. února 2017      | nebylo vysíláno |
| 31           | 5         | Wicked Red Loli-Rousse                                    |             | Jean-Louis Vandestoc | Laura McCreary                      | 15. února 2017      | nebylo vysíláno |
| 32           | 6         | Blurred Vision Un Message Troublant                       |             | Jean-Louis Vandestoc | Rhonda Smiley a James Hereth        | 15. února 2017      | nebylo vysíláno |
| 33           | 7         | Princess Brenda part 1 Recherche D'Identité, 1ère partie  |             | Jean-Louis Vandestoc | Madellaine Paxson                   | 16. února 2017      | nebylo vysíláno |
| 34           | 8         | Princess Brenda part 2 Recherche D'Identité, 2ème partie  |             | Jean-Louis Vandestoc | Eddie Guzelian                      | 16. února 2017      | nebylo vysíláno |
| 35           | 9         | Cute as a Doll Une Poupée Singulière                      |             | Jean-Louis Vandestoc | Rhonda Smiley a James Hereth        | 17. února 2017      | nebylo vysíláno |
| 36           | 10        | Amaru-niverse Multi-Amaru                                 |             | Jean-Louis Vandestoc | Elise Allen a Madellaine Paxson     | 17. února 2017      | nebylo vysíláno |
| 37           | 11        | Rex Rex 2.0                                               |             | Jean-Louis Vandestoc | Laura McCreary                      | 20. února 2017      | nebylo vysíláno |
| 38           | 12        | Lost in the Shadows Dans L'ombre D'une Star               |             | Jean-Louis Vandestoc | Rhonda Smiley a James Hereth        | 20. února 2017      | nebylo vysíláno |
| 39           | 13        | I Want My LTV Silence On Tourne…                          |             | Jean-Louis Vandestoc | Robin Stein a Daniel Bryan Franklin | 21. února 2017      | nebylo vysíláno |
| 40           | 14        | Desert Heat Un Artiste Bien Connu                         |             | Jean-Louis Vandestoc | Robin Stein a Daniel Bryan Franklin | 21. února 2017      | nebylo vysíláno |
| 41           | 15        | The Ruby of the Orient Le Rubis De L'Orient               |             | Jean-Louis Vandestoc | Robin Stein a Daniel Bryan Franklin | 22. února 2017      | nebylo vysíláno |
| 42           | 16        | Loli-Lime Sublime Le Loli-Smoothie                        |             | Jean-Louis Vandestoc | Robin Stein a Daniel Bryan Franklin | 22. února 2017      | nebylo vysíláno |
| 43           | 17        | Truth Be Told Ellira                                      |             | Jean-Louis Vandestoc | Robin Stein a Daniel Bryan Franklin | 23. února 2017      | nebylo vysíláno |
| 44           | 18        | Dancing Shoes Un Cours De Danse Particulier               |             | Jean-Louis Vandestoc | Robin Stein a Daniel Bryan Franklin | 23. února 2017      | nebylo vysíláno |
| 45           | 19        | Amateur Hour La Baguette Ensorcelée                       |             | Jean-Louis Vandestoc | Robin Stein a Daniel Bryan Franklin | 24. února 2017      | nebylo vysíláno |
| 46           | 20        | Strawberry Fields for Never La Cueillette De Cristal Noir |             | Jean-Louis Vandestoc | Robin Stein a Daniel Bryan Franklin | 24. února 2017      | nebylo vysíláno |
| 47           | 21        | Stop in the Name of Lev part 1 La Trahison, 1ère partie   |             | Jean-Louis Vandestoc | Madellaine Paxson                   | 2. března 2017      | nebylo vysíláno |
| 48           | 22        | Stop in the Name of Lev part 2 La Trahison, 2ème partie   |             | Jean-Louis Vandestoc | Madellaine Paxson                   | 2. března 2017      | nebylo vysíláno |
| 49           | 23        | Statue Game Le Jeu Des Statues                            |             | Jean-Louis Vandestoc | Robin Stein a Daniel Bryan Franklin | 1. března 2017      | nebylo vysíláno |
| 50           | 24        | Forget You! Tombée Dans L'oubli                           |             | Jean-Louis Vandestoc | Robin Stein a Daniel Bryan Franklin | 27. února 2017      | nebylo vysíláno |
| 51           | 25        | Crowning Glory Part 1 L'heure De Gloire, 1ère Partie      |             | Jean-Louis Vandestoc | Robin Stein a Daniel Bryan Franklin | 28. února 2017      | nebylo vysíláno |
| 52           | 26        | Crowning Glory Part 2 L'heure De Gloire, 2ème Partie      |             | Jean-Louis Vandestoc | Robin Stein a Daniel Bryan Franklin | 28. února 2017      | nebylo vysíláno |